# 真田十勇士 (NHK人形劇)
『真田十勇士』（さなだじゅうゆうし）は、1975年4月7日から1977年3月25日まで、NHK総合テレビジョンで放送された人形劇。全445回（月曜～金曜の帯番組）。

## 概要
原作は柴田錬三郎の小説で、重要エピソードの最後には柴田が解説をしていた。放映当時、NHKでは基本的に録画テープを上書きして使用しており、視聴可能な物は、第1回、第434回、第435回、第443回の4回分しか現存していない。なお、エンディングは金曜日の放送分にしか収録されておらず、第435回は、エンディングを確認できる唯一の一次資料である。
放送ライブラリーでは第1回が公開。

### ストーリー
猿飛佐助を武田勝頼の遺児と設定して主役に据え、武田家滅亡から戸沢白雲斎のもとでの忍術修行、十勇士の結集と真田家の家臣としての活躍、大坂の陣を経て佐助ら十勇士の生き残りが豊臣秀頼を蝦夷地に落ち延びさせるまでを描いた。

### 変更された十勇士
人形劇版では、以下の変更がある。
- 海野六郎、根津甚八、望月六郎の代わりに、高野小天狗、呉羽自然坊、真田大助の3人が十勇士のメンバーとされた。
- 三好清海は、石川五右衛門の息子（五右衛門とともに釜茹でにされる寸前、石田三成によって助けられる）。
- 三好伊三入道は、為三（いさ）という名の大泥棒。劇中ナレーションでは度々「醜い小男、為三」と紹介される。
- 霧隠才蔵は、金髪のイギリス人、キリー・サイゾ（男装女性）。
- 筧十蔵は、中国人（明人）・劉十天。

### 現存するエピソード
第一回
天正10年の早春、場所は信州上田城。15歳の誕生日を迎え、元服した真田幸村と、父・真田昌幸は天文を見ていた。幸村の持つ杯に、中央に幸村を示すひときわ明るい星、更に幸村の星に傍に寄り添う1つの星とそれを囲む9つの星、計10個の星が映る。昌幸は、幸村にその守護星を示し、幸村は10人の家臣の出現を予言する。昌幸は彼らを真田十勇士と名づけた。
一方、山本勘助は、武田家、そして当主武田勝頼の生母の家系であるの諏訪家の血筋を守るため、懐妊中の勝頼の夫人を助け出すよう、友人の忍者戸沢白雲斎に頼み込む。一旦は断るものの、白雲斎は依頼を受け、伊賀山中から約400km離れた天目山の武田勝頼の元に急ぐ。武田の本陣は、今まさに落ちようとしていたが、武田勝頼の子が生まれたことを星によって白雲斎は悟り、陣中に駆け込む。
第四百三十四回
第四百三十五回
大坂の陣。夢影は千姫に化け、茶臼山の本陣にいた。そこへ本物の千姫が帰還し、夢影は危機を避けるため、ひょうたんに変化する。だまされたと知った坂崎出羽守が悔し紛れにひょうたんを刺したため、夢影は重傷を負う。
千姫は、豊臣秀頼の元へ戻りたくて泣いていた。そこへ、凧に乗って偵察していた三好清海が現れる。千姫は秀頼の元へ戻ることを頼み込むが、清海は千姫の前途を考え、断る。
清海は徳川家康を人質に、夢影と再会する。負傷した夢影を見て、清海は家康の仕業と思い込み、逆上して家康を刺す。混乱に紛れ、清海は夢影を救い、逃げ出す。家康は助かるが、翌年の死の原因となった。
夢影と清海は凧に乗って逃げるが、その最中、夢影は佐助の名をつぶやき、命を落とす。夢影は佐助を慕い、清海は夢影を慕っていたが、それは最期まで秘められていた。
第四百四十三回
大坂城は落城。清海は、大凧に秀頼と小笹（佐助の恋人）を乗せ、北海道の知床岬を目指す。
知床岬では、猿飛佐助と高野小天狗が、アイヌのクンネ（別名オチャラ）、リコマップ姉弟と共に、清海らを待っていた。清海らは、無事に到着。一行は再会を祝う。
熊に小天狗らが襲われるが、事なきを得る。
穴山小助、由利鎌之助は、「既に死亡した」と明言されている。

### 備考
- 第435回のナレーションで、家康が残忍な男として語られている。
- 三好清海の凧は、逆風でも空を飛べる（第443回、高野小天狗の言）。
- アイヌの少年リコマップは、豊臣秀頼の特権に、素朴な疑問を口にしている。また、対等な扱いをしている（第443回）。

## 放送時間
| 期間                         | 放送時間                      |
| ---------------------------- | ----------------------------- |
| 1975年4月7日 - 1976年3月19日 | 月曜日 - 金曜日 18:30 - 18:45 |
| 1976年4月5日 - 1977年3月25日 | 月曜日 - 金曜日 18:25 - 18:40 |

## 声の出演
二年目に大幅な交代があった。
- 真田昌幸：名古屋章
- 真田幸村：松山省二→ 木下秀雄
- 戸沢白雲斎：三谷昇
- 猿飛佐助：松山省二→関根信昭
- 高野小天狗：岸田森
- 三好清海：河内桃子
- 筧十蔵：名古屋章
- 霧隠才蔵：名古屋章
- 呉羽自然坊：岸田森
- 穴山小助：斎藤隆
- 真田大助：里見京子
- 為三：八木光生
- 由利鎌之助：三谷昇→木下秀雄
- 夢影：里見京子
- 山本勘助：岸田森
- 徳川家康：名古屋章
- 柳生宗矩：松山省二→熊倉一雄
- 豊臣秀頼：岸田森
- 宮本武蔵： 川久保潔
- 千姫―友部光子
- 語り：前期/酒井広（NHKアナウンサー）[3]、後期/熊倉一雄

木下秀雄、川久保潔、友部光子については、第435回エンディングより。

## スタッフ
作
柴田錬三郎
脚本
成沢昌茂（第1回、第435回、第443回）
音楽
柳沢剛
人形
辻村ジュサブロー
以下、第435回エンディングより。
人形操作
田畠嘉雄
伊東万里子
南波郁恵
小松市子
井村淳
加藤玲子
塚越澄子
村岡算人
林和子
山崎照見
磯辺美恵子
岡美恵子
藤沢奈津江
長沢修身
神山和子
斎藤堅

## 主題歌・挿入歌
オープニング
「真田十勇士のテーマ」（作曲: 柳沢剛）- インストゥルメンタル
前期と後期では、曲が変更されている。
エンディング
「真田十勇士の歌」（作詞: 柴田錬三郎、作曲: 柳沢剛、歌: 村田英雄）
挿入歌
「猿飛佐助の歌」（作詞: 柴田錬三郎、作曲: 柳沢剛、歌: 松山省二）
EMIミュージック・ジャパンのCD『懐かしの人形劇テーマ大全』（1996年2月21日）に収録されているものと、第443回でエンディングとして使用されているものは、曲調が違う。

## 出版物

### 書籍
小説（柴田錬三郎、日本放送出版協会）
真田十勇士 巻の1 運命の星が生れた1975年5月
真田十勇士 巻の2 忍者は決起した1975年9月
真田十勇士 巻の3 烈風は凶雲を呼んだ1976年2月
真田十勇士 巻の4 鯱の目は光った1976年6月
真田十勇士 巻の5 ああ！輝け真田六連銭 ISBN 978-4140050453 1976年12月
※これらは人形劇放送に合わせて子ども向けに書き下ろされた原作小説で、以前から出版されていた同著者による立川文庫版の『猿飛佐助』や『真田幸村』とは内容が異なる。
漫画（キャラクターデザイン　石森章太郎　／　作画　すがやみつる、学研）
真田十勇士（全8巻） 1975～1976年刊
※人形劇の脚本がベースになっている。一部、石森も下絵を入れた。
- 辻村ジュサブロー 人形、高木素生 写真『辻村ジュサブロー作品集「真田十勇士」』日本放送出版協会、1977年3月20日。

### DVD
NHK人形劇クロニクルシリーズVol.4 辻村ジュサブローの世界~新八犬伝~（アミューズソフトエンタテインメント）2003年1月24日
本作から2回分（第1回、第443回）、『新八犬伝』から現存する3回分（第1回、第20回、第464回（最終回））を収録。
インタビュー映像（辻村ジュサブロー他）も収録。